# Populizm kulturowy
Populizm kulturowy – pogląd lub założenie badawcze, zgodnie z którym powszechne doświadczenia symboliczne i praktyki mają większe znaczenie niż kultura wysoka, której zasięg ograniczony jest do stosunkowo wąskich kręgów społeczeństwa. 
W myśl populizmu kulturowego kultura popularna stanowi autentyczny głos zwykłych ludzi. Pogląd ten odrzuca więc stanowisko, według którego kultura popularna jest narzucana ludziom zarówno w kontekście myśli jak i działań.

## Krytyka
Zdaniem krytyków populizm kulturowy ignoruje procesy ekonomii politycznej, abstrahuje od wyjaśnień codziennych praktyk kulturowych oraz pomija fakt, że ludzie mogą tylko w bardzo ograniczonym zakresie zrozumieć siły społeczne czy panujące stosunki władzy, które faktycznie kształtują ich mentalność i zachowania.